# Pararge depuncta
Pararge depuncta är en fjärilsart som beskrevs av Schnaider 1950. Pararge depuncta ingår i släktet Pararge och familjen praktfjärilar. Inga underarter finns listade i Catalogue of Life.